# Phascogale tapoatafa
Phascogale tapoatafa är en pungdjursart som först beskrevs av Meyer 1793. Phascogale tapoatafa ingår i släktet Phascogale och familjen rovpungdjur. Inga underarter finns listade.
Enligt nyare genetiska studier från 2000-talet bör arten delas i tre underarter eller arter. En i östra Australien (grön i kartan), en i norra Australien (gul och brun) och den tredje i sydvästra Australien (ljusgrön).

## Utseende
Honor blir med en kroppslängd (huvud och bål) av 14 till 23 cm, en svanslängd av 16 till 23 cm och en vikt av 110 till 210 g mindre än hannar. För hannar är kroppslängden 16 till 27 cm, svanslängden 17 till 14 cm och vikten 180 till 310 g. På ovansidan förekommer grå päls och undersidan är täckt av krämfärgad päls. Svansen bär korta gråa hår nära kroppen och efter hälften är den mycket yvig och svart. Arten har långa nakna öron och nästan alla fingrar och tår är utrustade med långa klor. Bara en tå vid bakfoten saknar klo. Phascogale tapoatafa tillhör pungdjuren men honor saknar pung (marsupium). Under dräktigheten bildas hudflikar på buken som skyddar de nyfödda ungarna.

## Utbredning
Pungdjuret förekommer vid flera av Australiens kustlinjer fördelad över hela kontinenten. Arten vistas där i mera torra skogar.

## Ekologi
Individerna är aktiva på natten och lever utanför parningstiden ensam.
Phascogale tapoatafa klättrar främst i växtligheten och den kan hoppa från gren till gren över upp till 2 meter. Arten plockar olika ryggradslösa djur som skalbaggar, myror, kackerlackor, mångfotingar och spindlar från växtligheten. Födan kompletteras med nektar och med några småfåglar. Honans revir är 20 till 40 hektar stort och tydligt avgränsat mot andra honors territorium. Hannens revir kan överlappa med reviren av andra artfränder och territoriet är upp till 100 hektar stort. Boet är en hålighet i träd som fodras med blad, barkskivor och avföring.
Arten parar sig under tre veckor som ligger mellan maj och juli. Efter cirka 30 dagar dräktighet föds 3 till 8 ungar som kravlar till den rudimentära pungen. Hudflikarna är däremot så konstruerade att de kan täcka ungarna helt. Efter sju veckor kan ungarna leva fri i boet och efter cirka tre månader slutar honan med digivning. Åtta månader efter födelsen är ungarna lika stora som de vuxna djuren. Livslängden är för flera honor tre år och hannar dör oftast kort efter parningen när de är ett år gamla.

## Status
Flera individer dödas av tamkatter vad som är det största hotet mot arten. Några exemplar faller dessutom offer för rödräven. Ett annat hot är avverkningen av träd med lämpliga håligheter. IUCN kategoriserar arten globalt som nära hotad.